# 冨倉徳次郎
冨倉 徳次郎（とみくら とくじろう、1900年3月8日 - 1986年5月26日）は、日本の国文学者、博士。駒澤大学名誉教授。専門は中世文学。
東京生まれ。第二高等学校理科から東京帝国大学理学部を経て、1926年（大正15年）3月に京都帝国大学文学部国文科を卒業。京都女子専門学校教授を命ぜられるが、軍隊に服する。
京大時代は講師として立命館中学に赴任。生徒の一人に中原中也がいた。あるとき、中也が答案の代わりに詩を書いて提出したことがきっかけで彼との交友が始まった。友人富永太郎を中也に引き合わせたことでも知られる。
1952年、駒澤大学に着任し教授。のち国文学科主任、大学院国文専攻主任をつとめる。1959年 駒澤大学において文学博士号を取得。京都女子大学、二松学舎大学、大正大学などでも教鞭をとった。
著書に『平家物語全注釈』『とはずがたり』『平家物語研究』などがある。